# Constança d'Aragó i de Castella

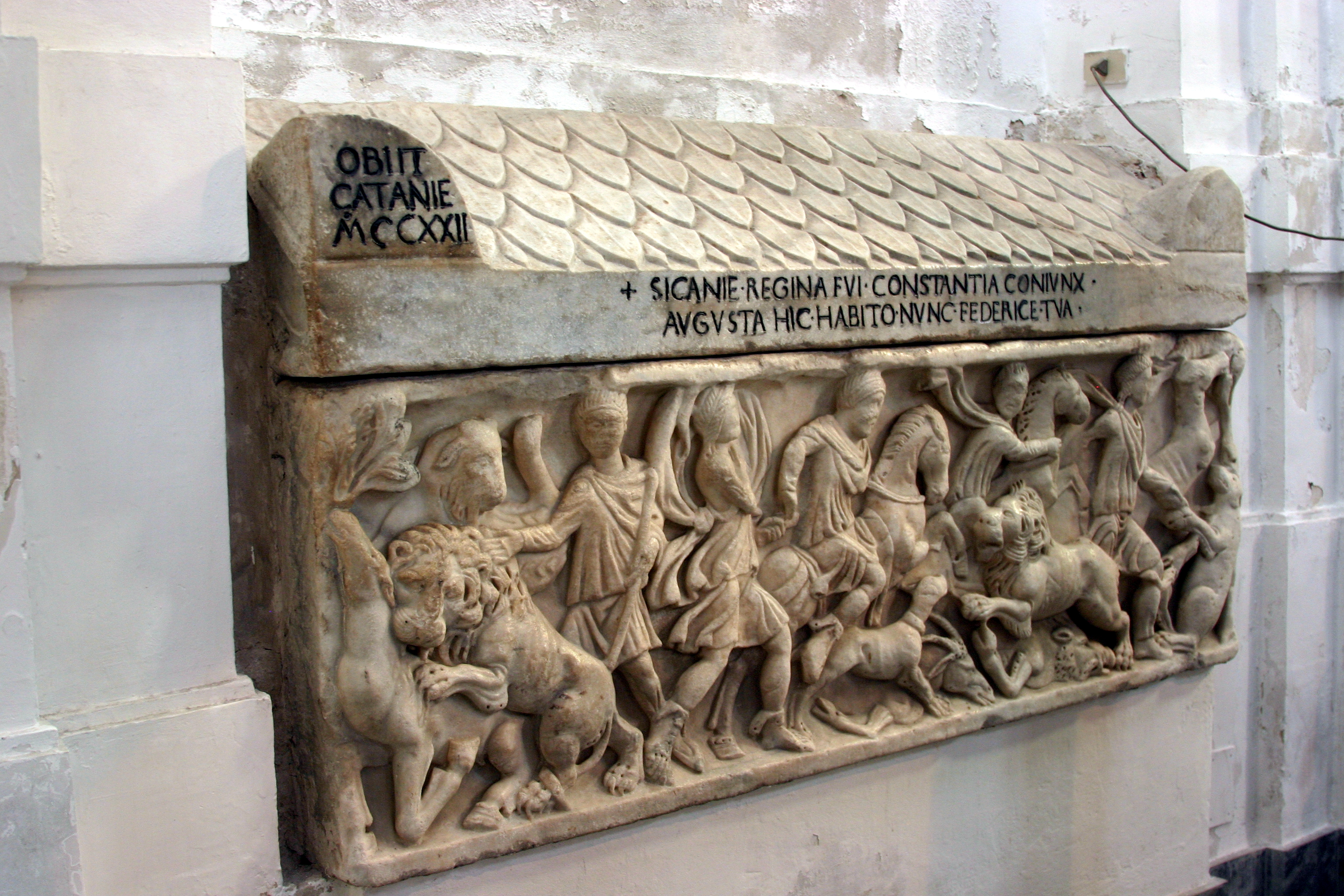
Sepulcre romà de Constança d'Aragó a la catedral de Palerm

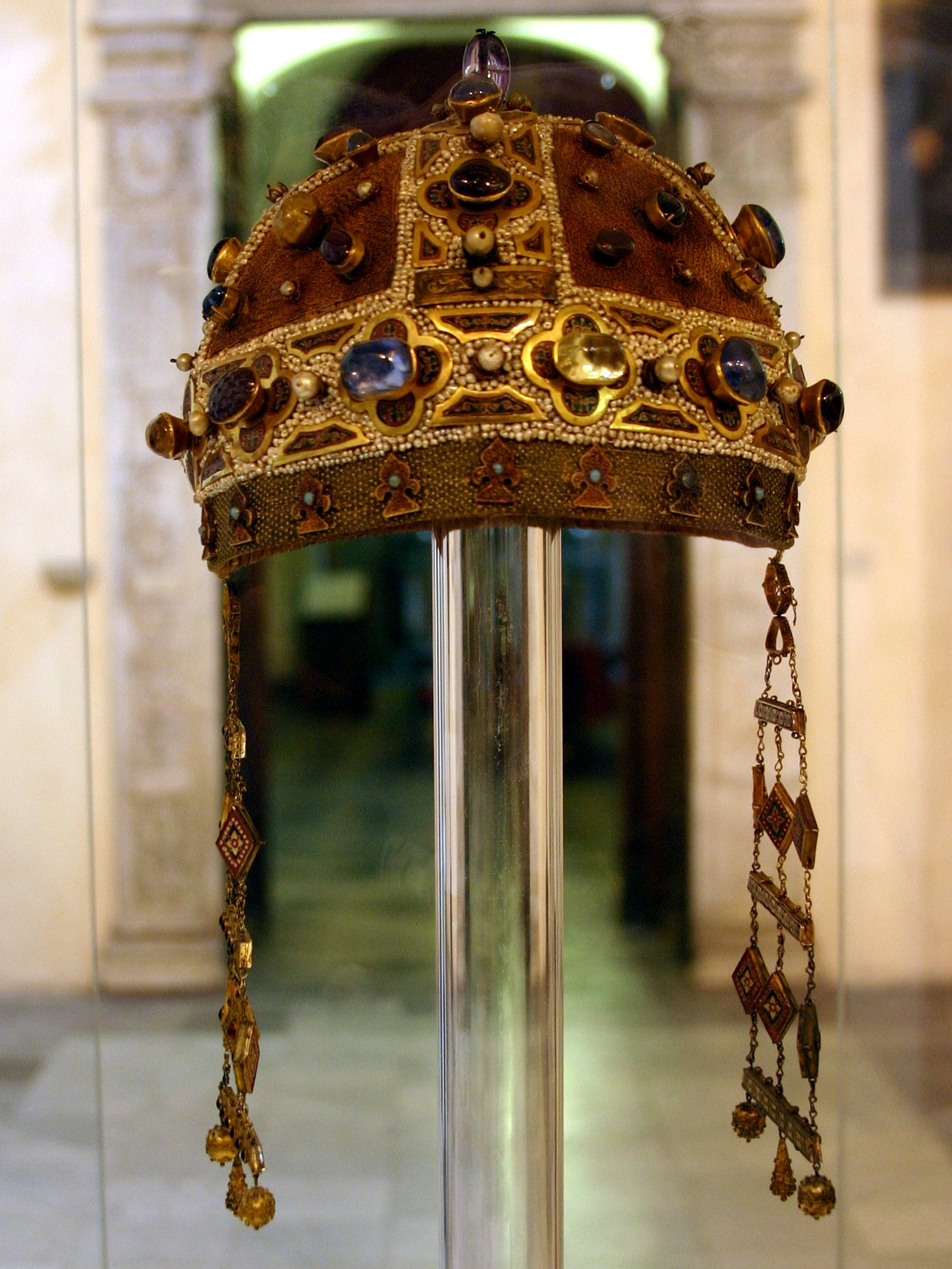
Corona de Constança d'Aragó, Palerm, tresor de la catedral

Constança d'Aragó i de Castella (vers 1179 - Catània, Sicília, 23 de juny de 1222) fou una princesa de la Corona d'Aragó, reina consort d'Hongria (1198-1204) i emperadriu consort del Sacre Imperi Romanogermànic (1210-1222).

## Orígens familiars
Filla del comte de Barcelona i rei d'Aragó Alfons I el Cast i la seva segona muller, Sança de Castella, fou germana petita del comte rei Pere el Catòlic. Per línia paterna era neta de Ramon Berenguer IV i Peronella d'Aragó, i per línia materna d'Alfons VII de Castella i Riquilda de Polònia. La data de naixement de Constança no es coneix amb exactitud, però es pot situar en la dècada de 1170-1180 (Szabados, 2009). Nogensmenys, alguns cronistes la situaren en dates posteriors, probablement per minimitzar la diferència d'edat amb el seu segon marit, Frederic II de Sicília.
Fou educada al monestir de Sixena.

## Núpcies i descendents

### Primeres núpcies
Es va casar amb el rei Eimeric I d'Hongria cap al 1196. Es desconeix la data exacta d'aquest matrimoni, tot i que un document de la reina Sança, datat a l'octubre de 1196, fa referència a la seva filla Constança com a reina d'Hongria. Aquest enllaç sense precedents entre membres de dos casals tan allunyats físicament té les seves arrels en les polítiques d'aliances de l'Europa del segle xii. El matrimoni durà només 8 anys, perquè Emeric morí el 1204 d'una malaltia. D'aquesta unió nasqué Ladislau III d'Hongria (1199-1205), rei d'Hongria.
La Corona d'Aragó i Hongria, tot i que distants geogràficament, eren políticament molt properes: totes dues partidàries de la Santa Seu i totes dues considerant-se regions frontereres de la cristiandat occidental. En el seu contracte matrimonial es pactava que si, un cop vídua, Constança romania a Hongria, rebria dos comtats amb les seves rendes. Si, per contra, marxava del país, rebria 12.000 marcs. Constança no va restar a Hongria, després de la mort sobtada del seu marit l'any 1204. La seva situació i la del seu fill de 5 anys corria perill, ja que tot i que Eimeric havia fet coronar en vida seva el seu fill com a Ladislau III, el seu germà Andreu va prendre el poder i Constança va haver de fugir amb el seu fill cap a Àustria. Poc després, Ladislau moria sobtadament i Constança tornà a Aragó, al monestir de Sixena, on la seva mare, la reina vídua Sança, n'era abadessa.

### Segones núpcies
L'any 1208, Constança va tornar a entrar en el joc de la política internacional per via matrimonial i es travaren noves aliances a través del seu matrimoni. El 1209 es casà a Messina, en segones núpcies, amb l'emperador Frederic II del Sacre Imperi Romanogermànic, nascut l'any 1194 i que seria nomenat emperador del Sacre Imperi romanogermànic. Aquesta unió va ser propiciada pel papa Innocenci III, tutor de Frederic, que pensava d'aquesta manera protegir-lo de les ambicions i interessos que l'envoltaven. Poc després de les noces, Frederic partí cap a Roma per ser investit emperador pel papa. Tornarà a Palerm després de molts anys i només per a breus períodes. D'aquesta unió nasqué Enric VII d'Alemanya (1211-1235), duc de Suàbia i germanastre de Conrad IV d'Alemanya i Manfred I de Sicília.

## Mort
Constança, que durant el seu segon matrimoni visqué a Sicília, va morir a Catània el 23 de juny de 1222, i va ser enterrada amb joies i una bella corona funerària d'estil romà d'Orient a la catedral de Palerm.
Les seves restes foren posades el 1491 en un bell sarcòfag romà, ornat amb un eloqüent baix relleu. El sarcòfag fou col·locat en la catedral, al panteó dels reis, al costat del gran rei Roger II.
Quan l'any 1491, fou ordenada per primera vegada la inspecció de les restes de la reina Constança, es descobrí al cap de la mòmia reial una preciosa corona imperial. En obrir el taüt, els presents no pogueren reprimir una expressió meravellada: sobre el cap de la reina, en estat de discreta conservació després de més de dos segles i mig, resplendia una meravellosa, sorprenent joia. No es tractava d'una larva de corona (és a dir, una imitació de la corona feta de coure), com era usual en els fèretres dels sobirans quan eren enterrats, sinó una vertadera i autèntica corona d'extraordinària esplendor. La corona estava intacta i ara es troba en el Tresor del Duomo de Palerm.(¹)